# Nieuwerkerk (vulcano)
Il Nieuwerkerk è un vulcano sottomarino situato nella parte occidentale del Mar di Banda, in Indonesia.

## Caratteristiche
Il Nieuwerkerk, assieme al vicino vulcano sottomarino Emperor of China, fa parte di una catena montuosa sottomarina chiamata dorsale Emperor of China–Nieuwkerk (nella letteratura in lingua inglese abbreviata in NEC), la cui profondità è compresa tra 3.100 e 3.700 metri.
La dorsale NEC, che è stata dragata a profondità comprese tra 3.100 e 2.700 m al di sotto del livello del mare, è situata nel bacino Damar, un bacino oceanico topologicamente piatto e riempito da sedimenti del Pliocene–Quaternario aventi uno spessore di 1–2 km. Il bacino Damar è localizzato nel Mar di Banda, delimitato dagli archi vulcanici di Sonda e Banda, all'interno dell'area di tre grandi placche, la placca euroasiatica, la pacifica e la indo-australiana; le tre placche stanno progressivamente convergendo sin dai tempi del Mesozoico.